# 철부지
"철부지"는 1985년에 개봉한 대한민국의 영화이다.

## 캐스팅
- 임하룡
- 이성미
- 심형래
- 배삼룡
- 안병경
- 김현주
- 주호성
- 배동진
- 곽은경
- 오영화
- 남수정
- 양춘
- 박종설
- 김수미